# بلوط سرخ جنوبی
بلوط سرخ جنوبی (نام علمی: Quercus falcata) نام یک گونه از سرده بلوط است.